# Lorchenmühle
Lorchenmühle ist ein Wohnplatz der Stadt Wallenfels im Landkreis Kronach (Oberfranken, Bayern). Er zählt zum Gemeindeteil Schnaid (hintere).

## Geographie
Der Weiler besteht aus drei Wohngebäuden mit eigener Nummerierung. Er liegt an der Thiemitz und einem namenlosen Bach, der dort als rechter Zufluss in die Thiemitz mündet. Die Kreisstraße KC 2 führt den Fluss entlang nach Thiemitz (0,4 km nordöstlich) bzw. zur Kreisstraße HO 28 bei Kleinthiemitz (2 km südwestlich), die unmittelbar westlich in die Bundesstraße 173 mündet. Eine Gemeindeverbindungsstraße führt nach Hintere Schnaid (0,7 km nordwestlich).

## Geschichte
1583 wurde der Ort als Thiemitzmühle erstmals urkundlich erwähnt. Gegen Ende des 18. Jahrhunderts gehörte die „Lorgenmühle“ zur Realgemeinde Schnaid. Das Hochgericht übte das bambergische Centamt Wallenfels aus. Das Vogteiamt Wallenfels war Grundherr der Mahlmühle.
Mit dem Gemeindeedikt wurde die Lorchenmühle dem 1808 gebildeten Steuerdistrikt Wallenfels und der 1818 gebildeten Ruralgemeinde Schnaid zugewiesen. 1818 bestand der Ort aus zwei Wohngebäuden. Am 1. Januar 1972 wurde Lorchenmühle im Zuge der Gebietsreform in Bayern nach Wallenfels eingegliedert.

## Religion
Der Ort ist römisch-katholisch geprägt und war ursprünglich nach St. Thomas (Wallenfels) gepfarrt, im 19. Jahrhundert war die Pfarrei Mariä Geburt (Steinwiesen) zuständig, seit Anfang des 20. Jahrhunderts ist es wieder St. Thomas.